# Tessitura (petrografia)
La tessitura in geologia è definita come l'insieme delle caratteristiche geometriche di una roccia, in genere visibili a scala microscopica o con l'aiuto di una lente d'ingrandimento. La tessitura può essere originata da tensioni meccaniche, gradienti termici o chimici, particolari modalità di genesi della roccia e altri processi.

## Tessiture ignee
Le principali tessiture delle rocce ignee sono (in ordine alfabetico):
- Afanitica: tessitura formatasi per raffreddamento e/o disidratazione molto rapida del magma; la roccia ha una grana finissima, irrisolvibile ad occhio nudo. Può essere ulteriormente suddivisa in microcristallina (i cristalli, detti microliti, sono riconoscibili solo al microscopio ottico) o criptocristallina (i cristalli si riconoscono solo al microscopio elettronico o dai diffrattogrammi a raggi X). Nelle rocce vulcaniche tra i microliti è presente, in quantità più o meno grandi, del vetro. Se la roccia afanitica non contiene fenocristalli è detta afirica.Basalto afanitico e quasi afirico per i rari e minuti fenocristalli, Orosei (Nuoro)

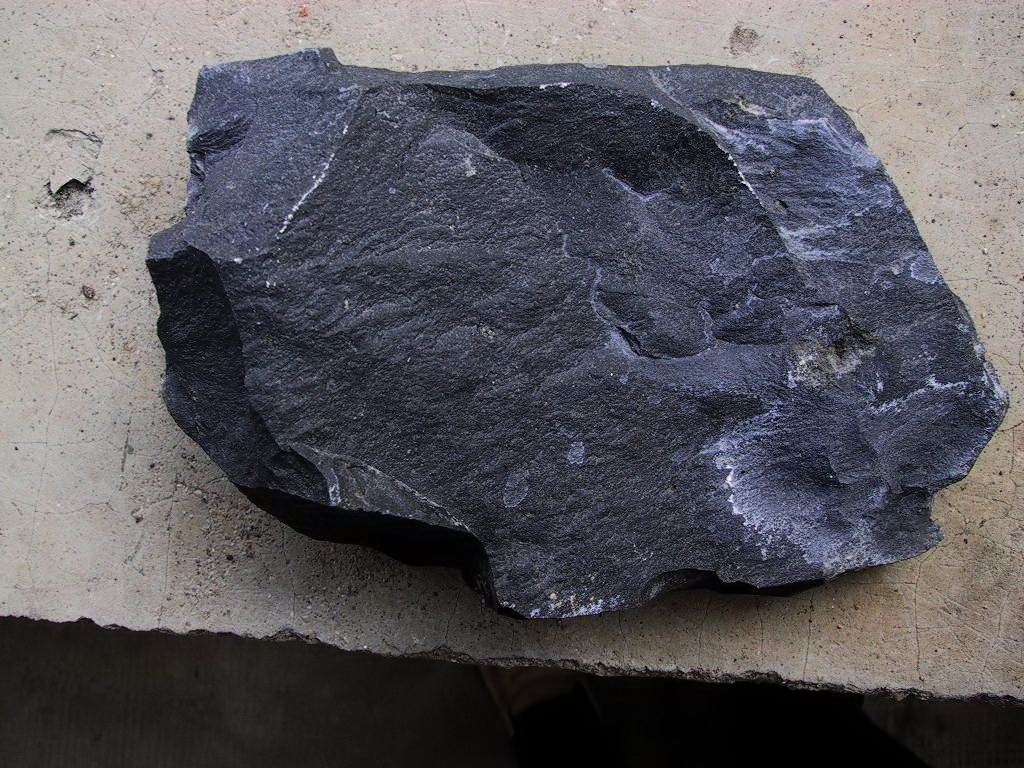
Basalto afanitico e quasi afirico per i rari e minuti fenocristalli, Orosei (Nuoro)

- Allotriomorfica: vedi "xenomorfica" più in basso.
- Aplitica: tessitura faneritica equigranulare (vedi "faneritica" sotto) tipica dei filoni acidi, caratterizzata da assoluta prevalenza di minerali sialici in piccoli cristalli equanti (equidimensionali) da subidiomorfi o subedrali a xenomorfi o anedrali (vedi "ipidiomorfica" sotto).Cristalli equanti a grana fine (da subidiomorfi a xenomorfi) di quarzo e feldspati in un'aplite. Sezione sottile a nicol incrociati

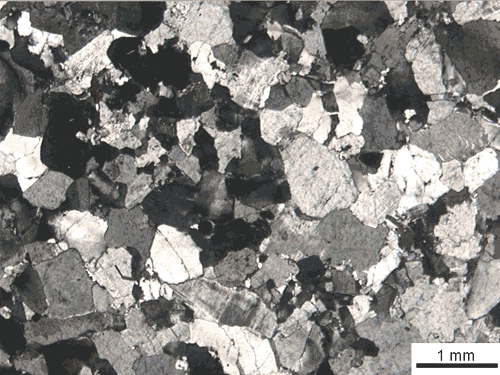
Cristalli equanti a grana fine (da subidiomorfi a xenomorfi) di quarzo e feldspati in un'aplite. Sezione sottile a nicol incrociati

- Amigdaloide: caratterizzata da vescicole gassose riempite, da parte di minerali secondari, nella fase terminale del consolidamento del magma. È caratteristica di rocce a grana fine.Amigdale riempite da quarzo e apatite in una lava basaltica

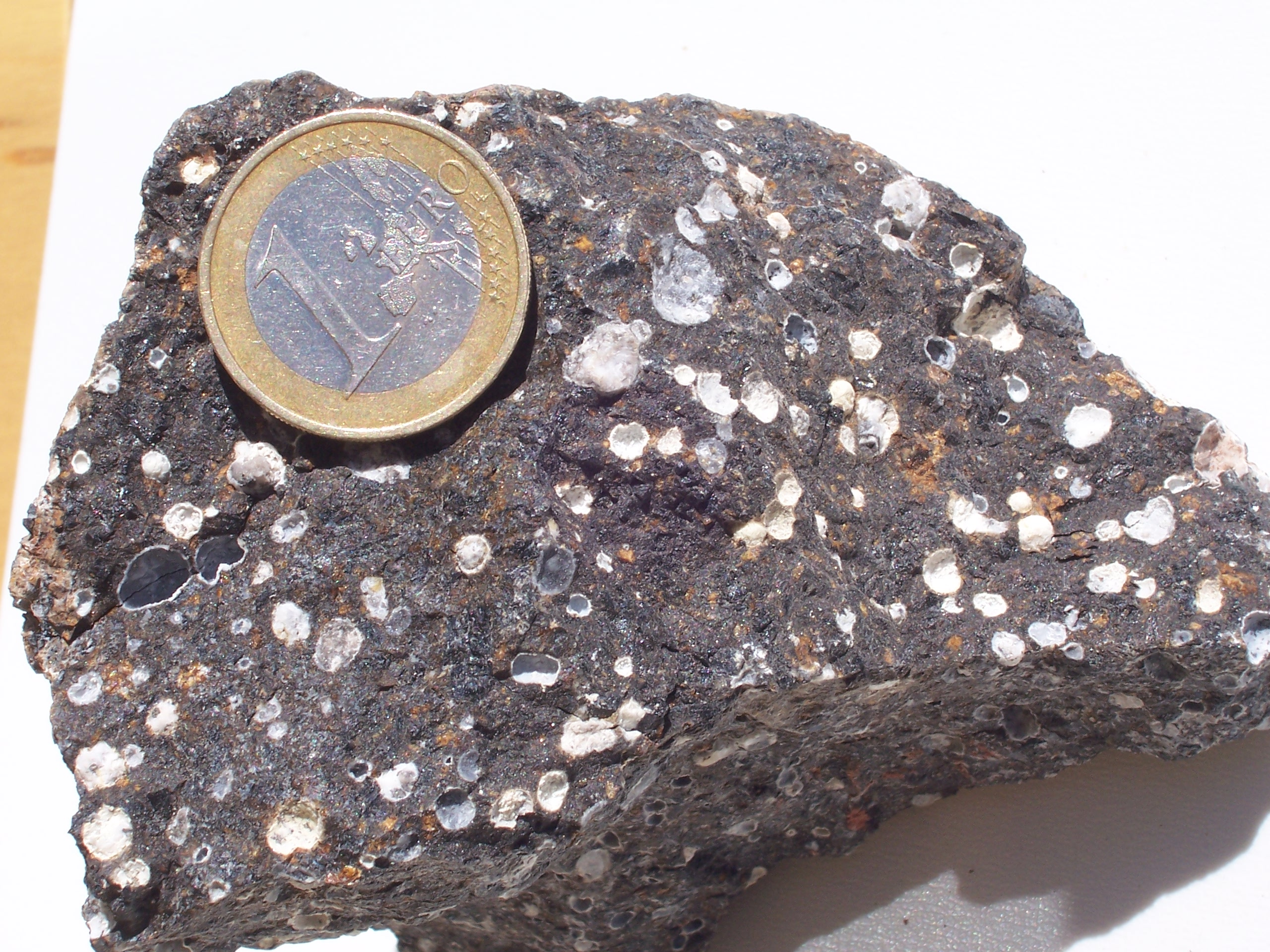
Amigdale riempite da quarzo e apatite in una lava basaltica

- Faneritica o granulare: dal greco φαίνομαι (apparire), ossia con cristalli visibili ad occhio nudo (es. granito). Si può specificare se equigranulare (tutti i granuli all'incirca di eguali dimensioni), inequigranulare (granuli di dimensioni molto diverse). In ques'ultimo caso si distingue ulteriormente in seriata (variazione senza soluzione di continuità nelle dimensioni dei granuli) e porfirica (alcuni granuli grandi in una massa di granuli molto più piccoli).Tessitura faneritica seriata in un granito. Sezione sottile a nicol incrociati

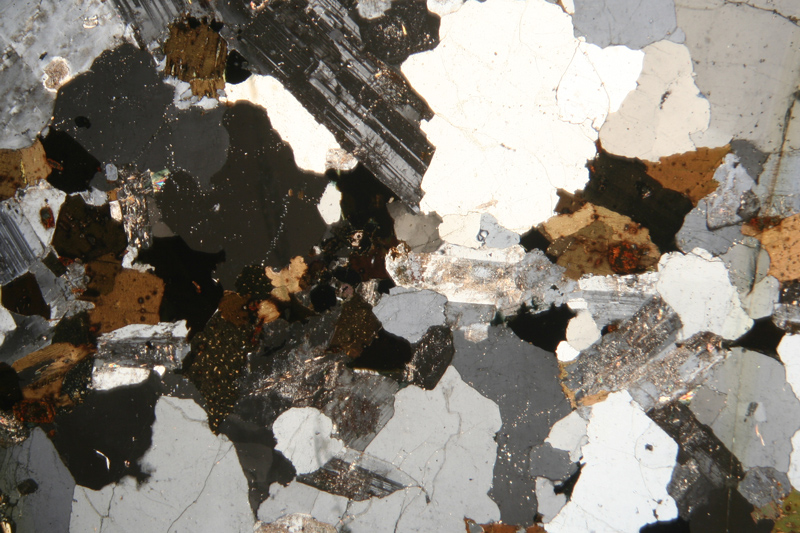
Tessitura faneritica seriata in un granito. Sezione sottile a nicol incrociati

- Grafica e micrografica: tessitura tipica di alcuni filoni pegmatitici leucocratici e dei granofiri. È dovuta alla simultanea crescita dal fuso di cristalli di quarzo e feldspato. I cristalli angolosi o a forma di gancio del quarzo conferiscono alla roccia un aspetto che ricorda i caratteri cuneiformi della scrittura babilonese. Quando la tessitura è riconoscibile solo al microscopio, si usa il termine micrografica.
- Ialocristallina: vedi "ipocristallina" più in basso.
- Idiomorfica: si dice di tessitura olocristallina (vedi sotto) in cui tutti o quasi tutti i cristalli sono idiomorfi o euedrali, cioè terminati da facce piane che rispecchiano l'abito del cristallo.
- Intergranulare: tessitura afirica, tipica di molti basalti, dove negli spazi tra i microliti allungati di plagioclasio, casualmente orientati, si incastrano strettamente abbondanti cristalli più equanti (equidimensionali) di pirosseno, ossidi di ferro-titanio ed eventualmente di olivina.
- Intersertale: simile all'intergranulare ma qui negli spazi tra i cristalli (di olivina, plagioclasio, augite), con disposizione casuale e di maggiori dimensioni, c'è prevalentemente vetro con pochi microliti di plagioclasio. È tipica di molte rocce vulcaniche come il basalto.Tessitura intersertale in un diabase. In nero il vetro. Sezione sottile a nicol incrociati

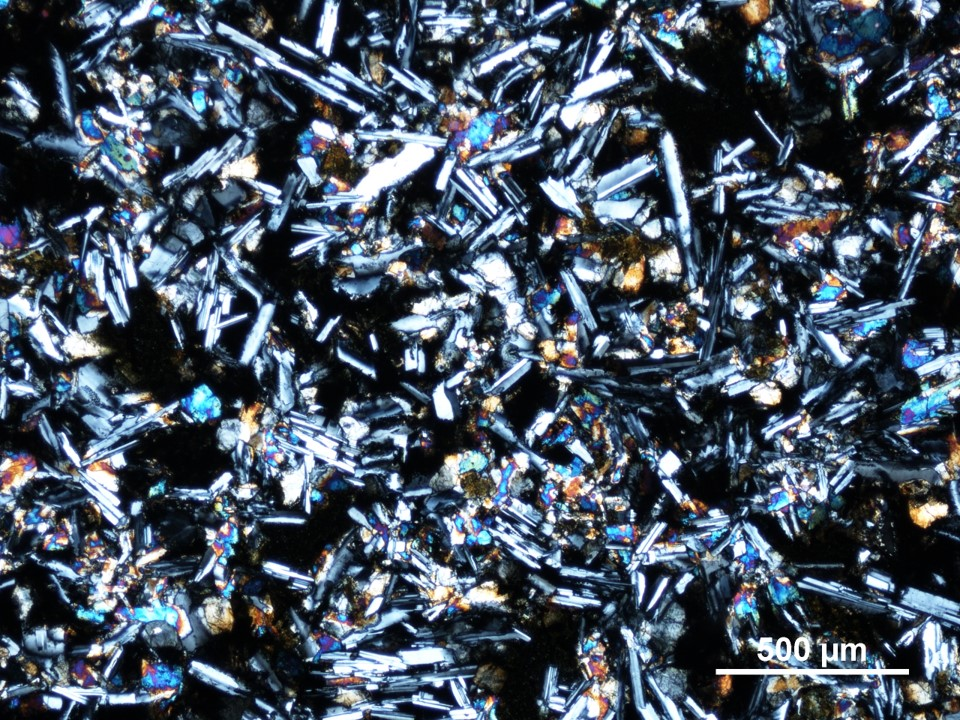
Tessitura intersertale in un diabase. In nero il vetro. Sezione sottile a nicol incrociati

- Ipidiomorfica: si dice di tessitura olocristallina (vedi sotto) in cui sono presenti insieme cristalli idiomorfi o euedrali, cioè terminati da facce piane che rispecchiano l'abito del cristallo, subidiomorfi o subedrali, cioè parzialmente terminati da facce piane, e xenomorfi o anedrali, cioè irregolari e non terminati da facce piane.Tessitura ipidiomorfica in una granodiorite. Sezione sottile a nicol incrociati

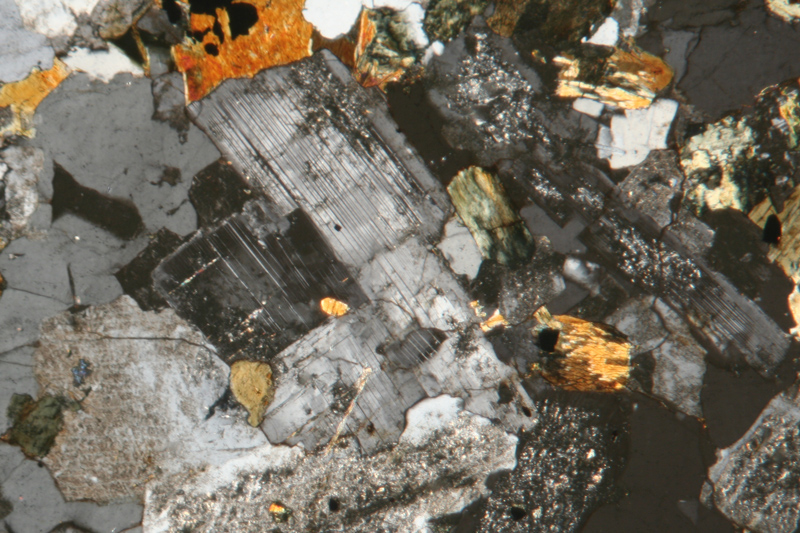
Tessitura ipidiomorfica in una granodiorite. Sezione sottile a nicol incrociati

- Ipocristallina: roccia la cui tessitura è formata sia da vetro che da cristalli (sinonimo: ialocristallina). Secondo tale definizione questa tessitura è assimilabile alla struttura Porfirica (vedi oltre).
- Ofitica: tessitura granulare, tipica dei filoni diabasici, nella quale cristalli idiomorfi di plagioclasio, casualmente orientati, sono parzialmente o completamente circondati da un unico grande cristallo di clinopirosseno.
- Olocristallina: roccia la cui tessitura è costituita interamente da cristalli.
- Oloialina: roccia la cui tessitura è costituita interamente o quasi da vetro vulcanico.
- Perlitica: tessitura delle ossidiane. Il vetro, esposto all'azione chimica degli atmosferili, lungo le fessure si idrata espandendosi e formando fratture concentriche che, riflettendo la luce, danno alla roccia un caratteristico colore grigio perla.
- Pecilitica: tessitura dei fenocristalli che contengono al loro interno numerosi minuti cristalli idiomorfi di altri minerali, per lo più accessori, orientati a caso.
- Pilotassitica: tessitura di rocce vulcaniche e piroclastiche a grana finissima, costituita da un feltro di cristalli e/o frammenti di vetro aciculari e/o appiattiti, isoorientati con la direzione di scorrimento del flusso a definire, specie in presenza di cristalli di biotite, una foliazione simile a quella degli scisti.Frammenti di vetro appiattiti (bruni) avvolgono cristalli e sono isorientati determinando una foliazione simile a quella degli scisti. Pantelleria, sezione sottile a nicol paralleli

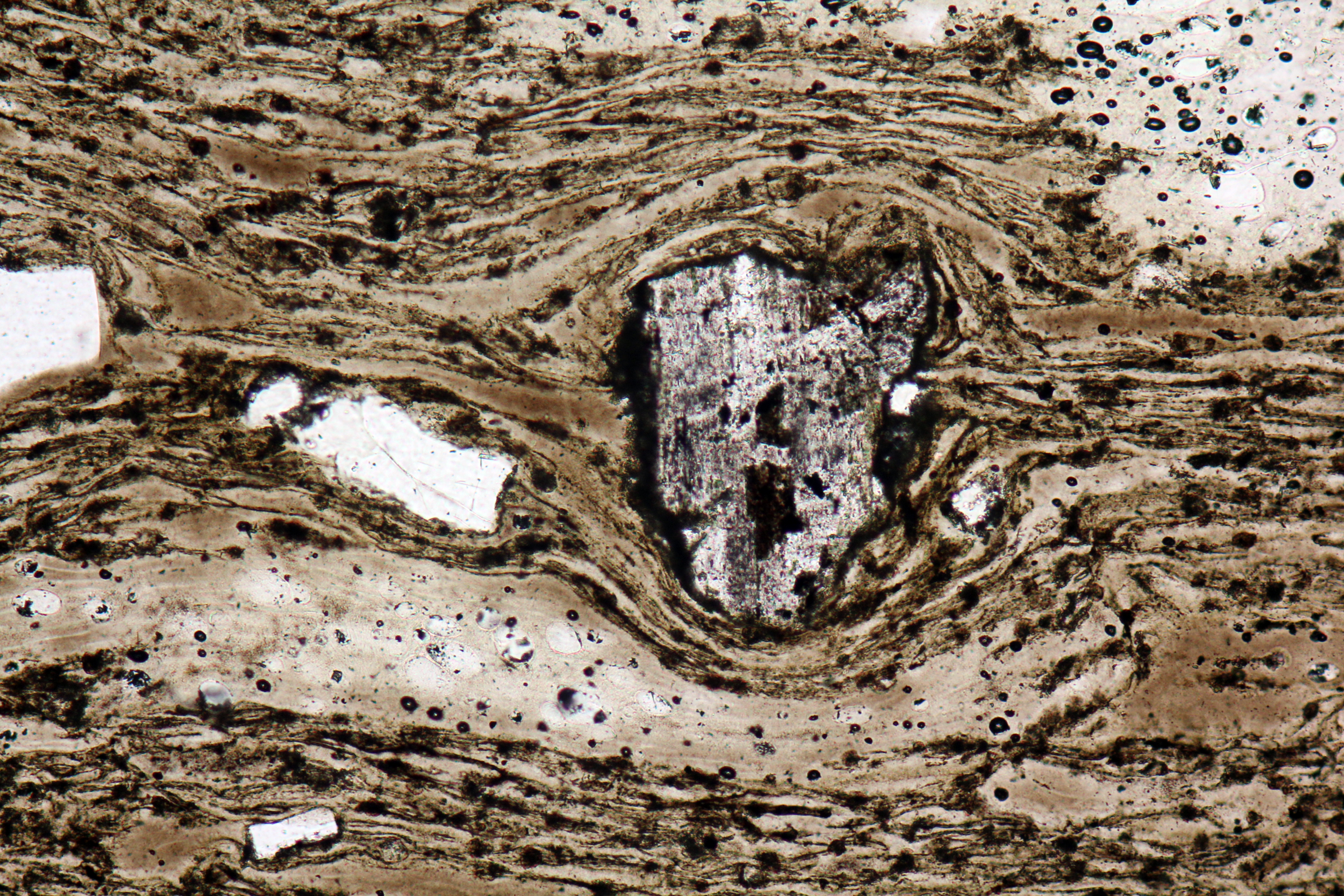
Frammenti di vetro appiattiti (bruni) avvolgono cristalli e sono isorientati determinando una foliazione simile a quella degli scisti. Pantelleria, sezione sottile a nicol paralleli

- Porfirica: Trattasi di Struttura Porfirica, non di tessitura (https://www.treccani.it/enciclopedia/struttura-porfirica/): comprende cristalli di dimensioni relativamente grandi detti fenocristalli (cioè cristalli visibili ad occhio nudo), ma immersi in una pasta di fondo (detta anche matrice) di cristalli molto più piccoli o di microcristalli e/o vetro (es. porfido, dacite). I fenocristalli sono costituiti da minerali che sono cristallizzati in profondità, differenziandosi entro una massa magmatica ancora allo stato fuso. Questa poi è risalita, solidificandosi rapidamente in superficie o a modesta profondità, con formazione dei cristalli più piccoli e/o del vetro della matrice.Fenocristalli centimetrici di plagioclasio in una pasta di fondo microcristallina. Sezione sottile a nicol paralleli

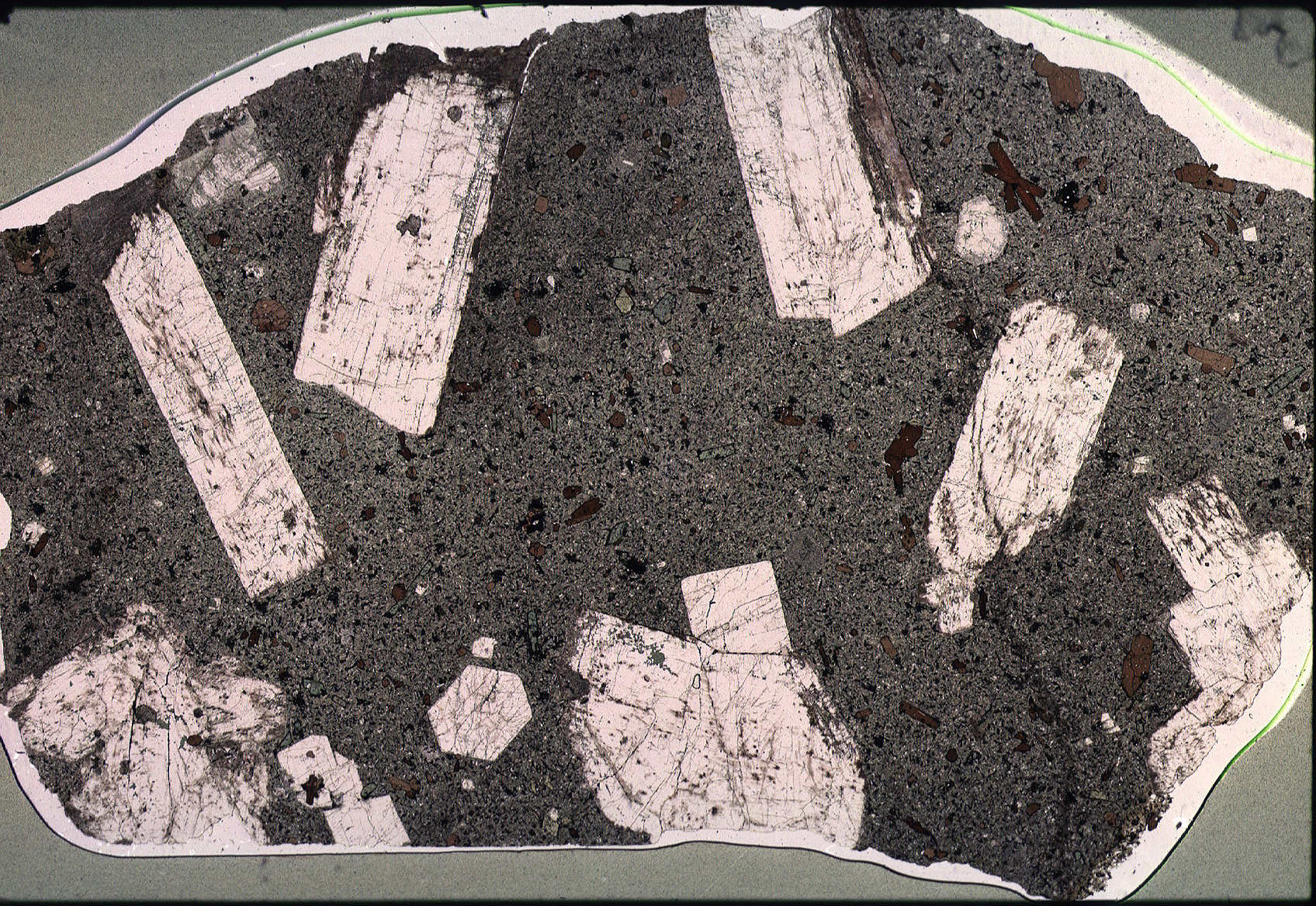
Fenocristalli centimetrici di plagioclasio in una pasta di fondo microcristallina. Sezione sottile a nicol paralleli

- Rapakivi: tessitura tipica di alcuni graniti inequigranulari o porfirici, nella quale grossi cristalli di feldspato potassico sono circondati da una corona di piccoli cristalli di plagioclasio.Lastra lucidata di granito finlandese con tessitura "rapakivi"

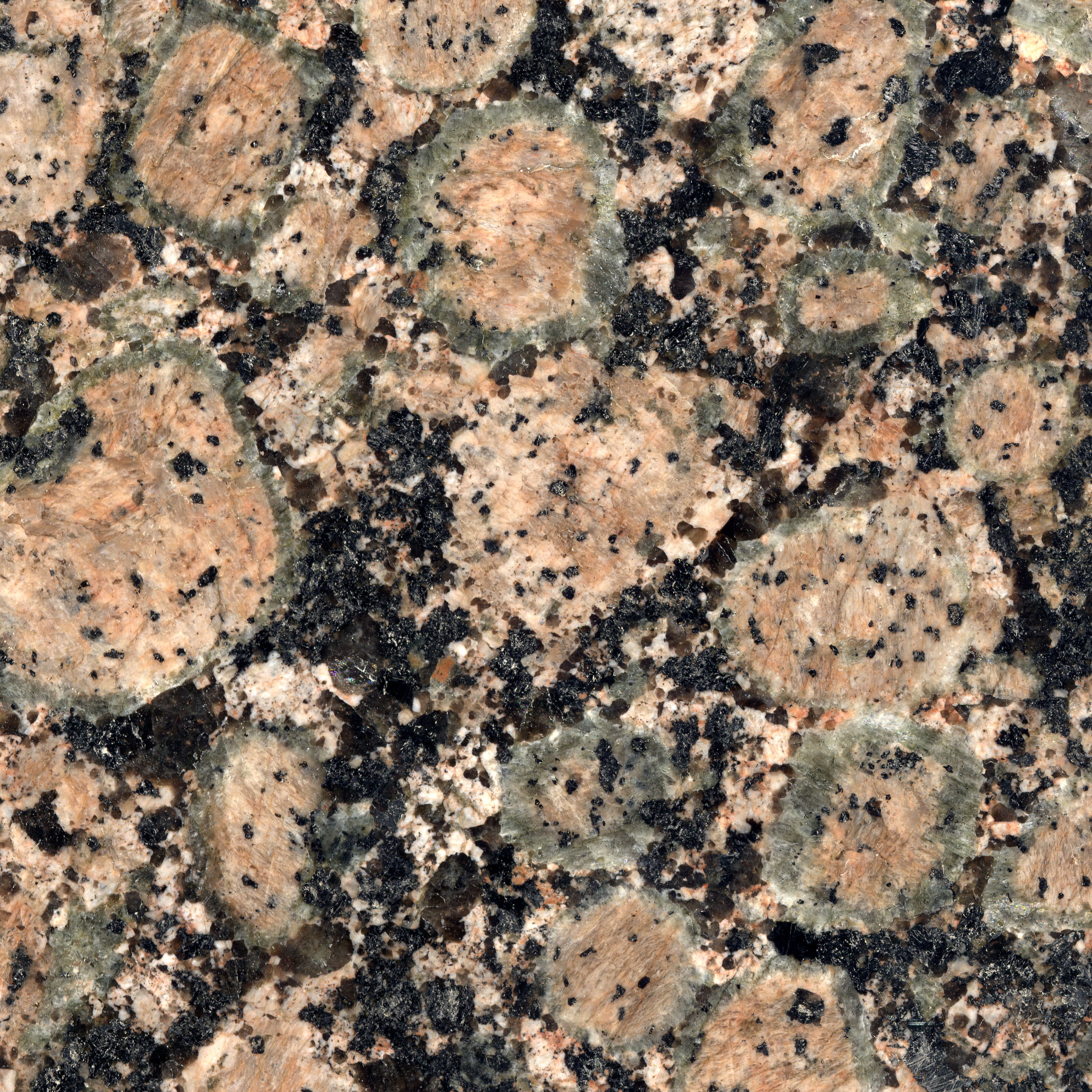
Lastra lucidata di granito finlandese con tessitura "rapakivi"

- Sferulitica: tessitura dei vetri vulcanici parzialmente ricristallizzati dopo il loro consolidamento. Le sferuliti possono sembrare a prima vista dei fenocristalli anedrali, in realtà sono fini aggregati, da sferici a ellittici, di feldspati alcalini in cristalli fibroso-raggiati, associati ad un polimorfo di SiO2 (quarzo α e β, tridimite, cristobalite).Strutture sferulitiche in una riolite. sezione sottile a nicol incrociati

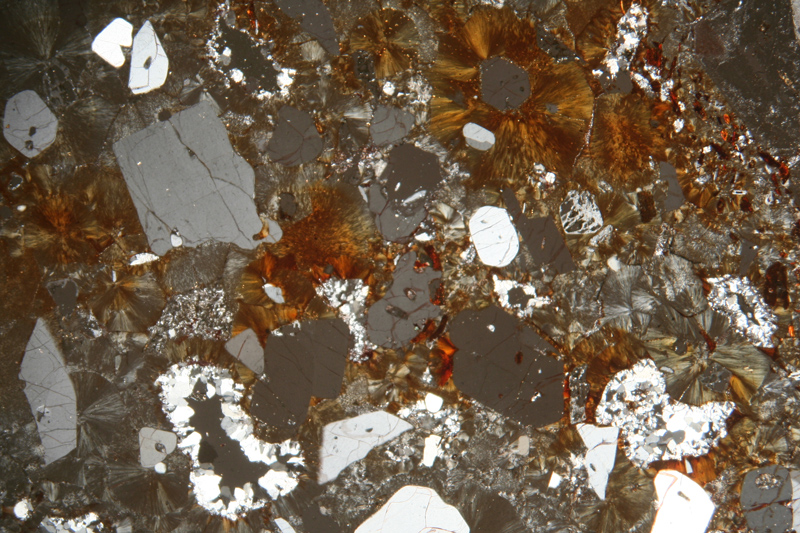
Strutture sferulitiche in una riolite. sezione sottile a nicol incrociati

- Spinifex: tessitura tipica delle komatiiti, dove cristalli scheletrici, lamellari o appiattiti, di olivina e/o pirosseno formano fasci subparalleli che si incrociano in una fine pasta di fondo di vetro vulcanico devetrificato. È il risultato di un raffreddamento molto rapido di questo tipo di lave ad alta temperatura.Cristalli appiattiti di clinopirosseno immersi in una pasta di fondo composta dagli stessi e vetro. Komatiite di Alexo, Canada. Sezione sottile a nicol paralleli

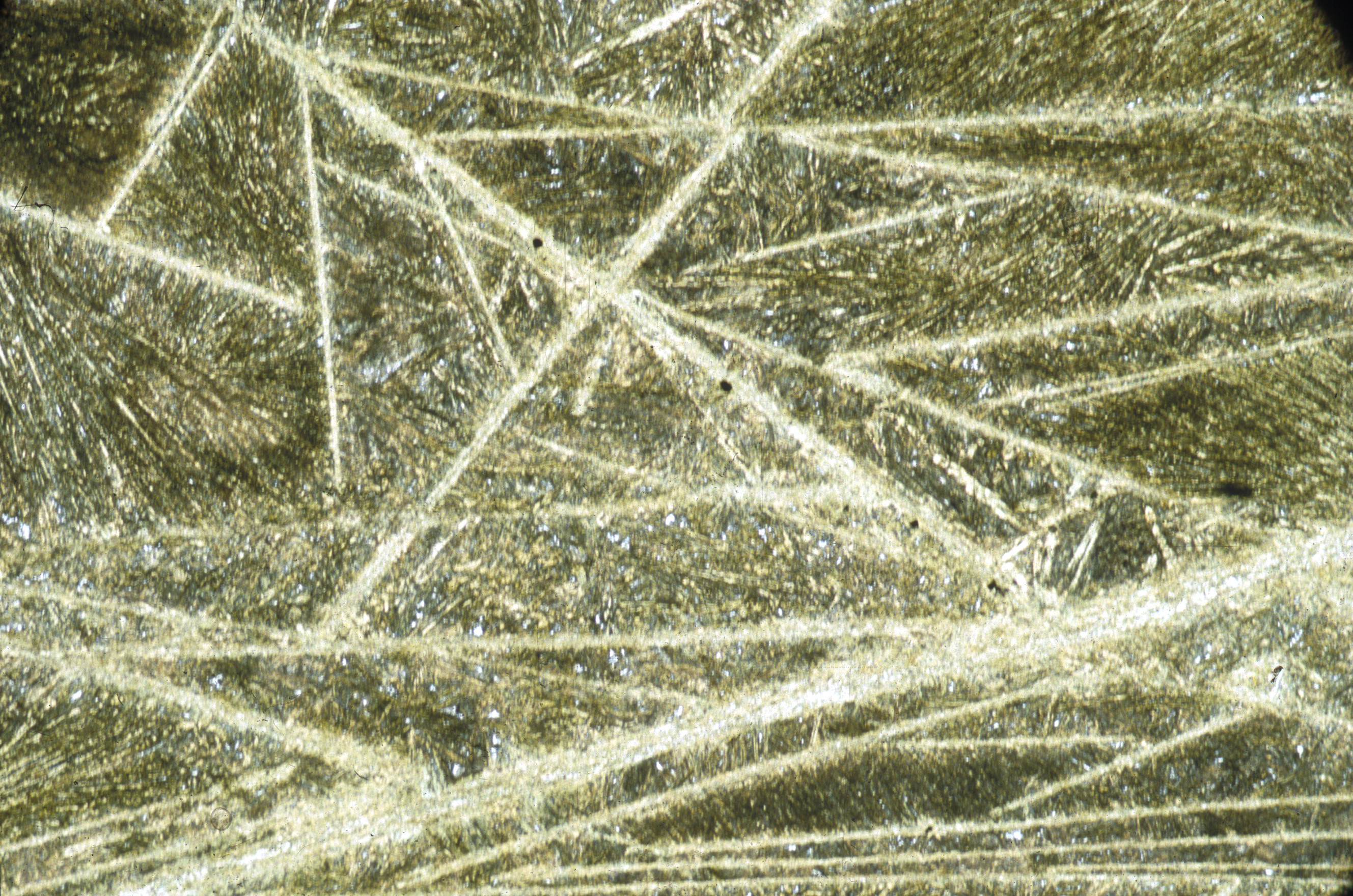
Cristalli appiattiti di clinopirosseno immersi in una pasta di fondo composta dagli stessi e vetro. Komatiite di Alexo, Canada. Sezione sottile a nicol paralleli

- Vescicolare: la roccia contiene piccole cavità (vescicole) generate dalle bolle gassose contenute nel magma. Tipica di pomici e rocce effusive acide, con lava maggiormente viscosa che quindi intrappola più facilmente i gas durante il raffreddamento.Tessitura vescicolare in una pomice. Vulcano Bromo, Giava (Indonesia)

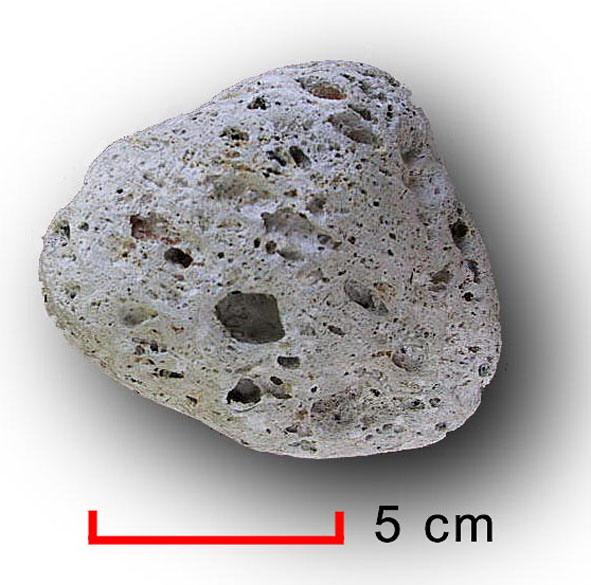
Tessitura vescicolare in una pomice. Vulcano Bromo, Giava (Indonesia)

- Vitrofirica: tessitura delle rocce vulcaniche che hanno fenocristalli immersi in una matrice vetrosa.Fenocristalli in una dacite con pasta di fondo (nera) composta essenzialmente da vetro. Sezione sottile a nicol incrocati)

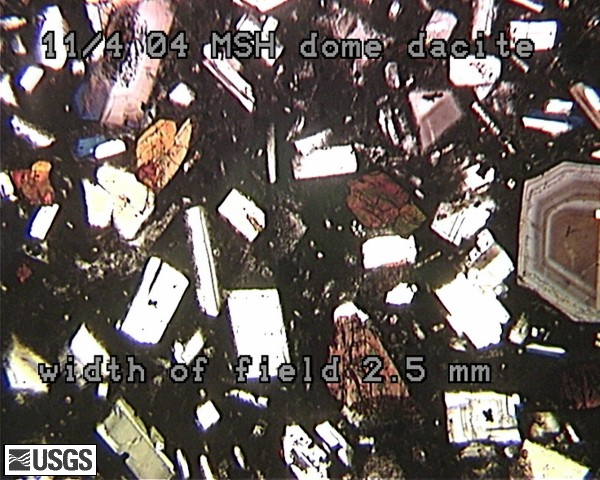
Fenocristalli in una dacite con pasta di fondo (nera) composta essenzialmente da vetro. Sezione sottile a nicol incrocati)

- Xenomorfica: si dice di tessitura olocristallina (vedi sopra) in cui tutti i cristalli hanno forme xenomorfe o anedrali, cioè irregolari e non terminate da facce piane. Sinonimo: allotriomorfica.

## Tessiture sedimentarie
Le principali tessiture delle rocce sedimentarie sono (in ordine alfabetico):
- Biocostruita: deriva dall'azione costruttrice o fissatrice del sedimento da parte di organismi.

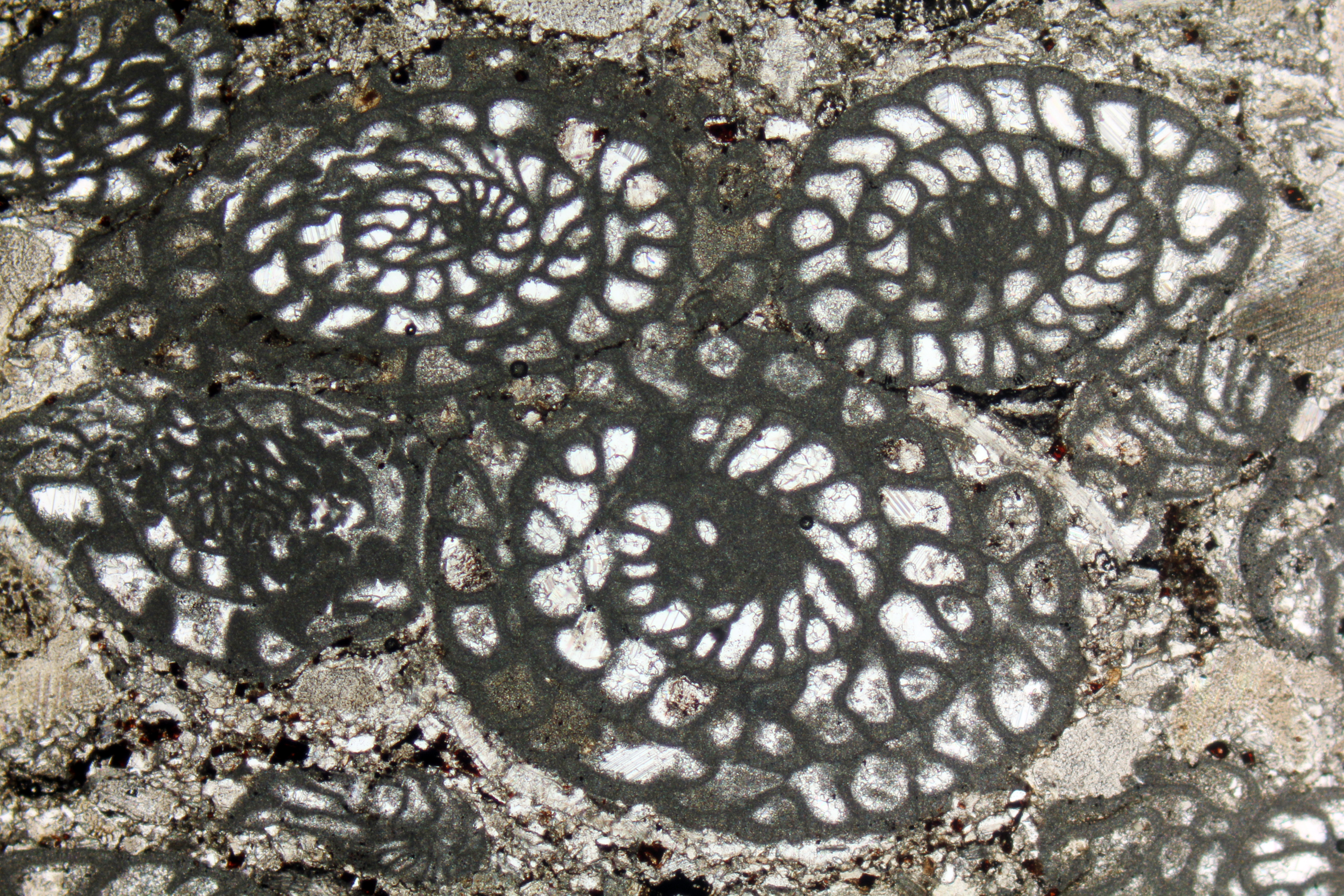
Calcare a Fusuline (un foramininifero) e brachiopodi. Sezione sottile a nicol paralleli

- Clastica/Particellare/Mista clastica-particellare: deriva da trasporto e deposizione dei componenti come granuli.

quarzarenite con granuli clastici arrotondati di quarzo in una scarsa matrice siltitica fine. Sezione sottile a nicol incrociati

- Cristallina: deriva da precipitazione chimica o da ricristallizzazione dei componenti.

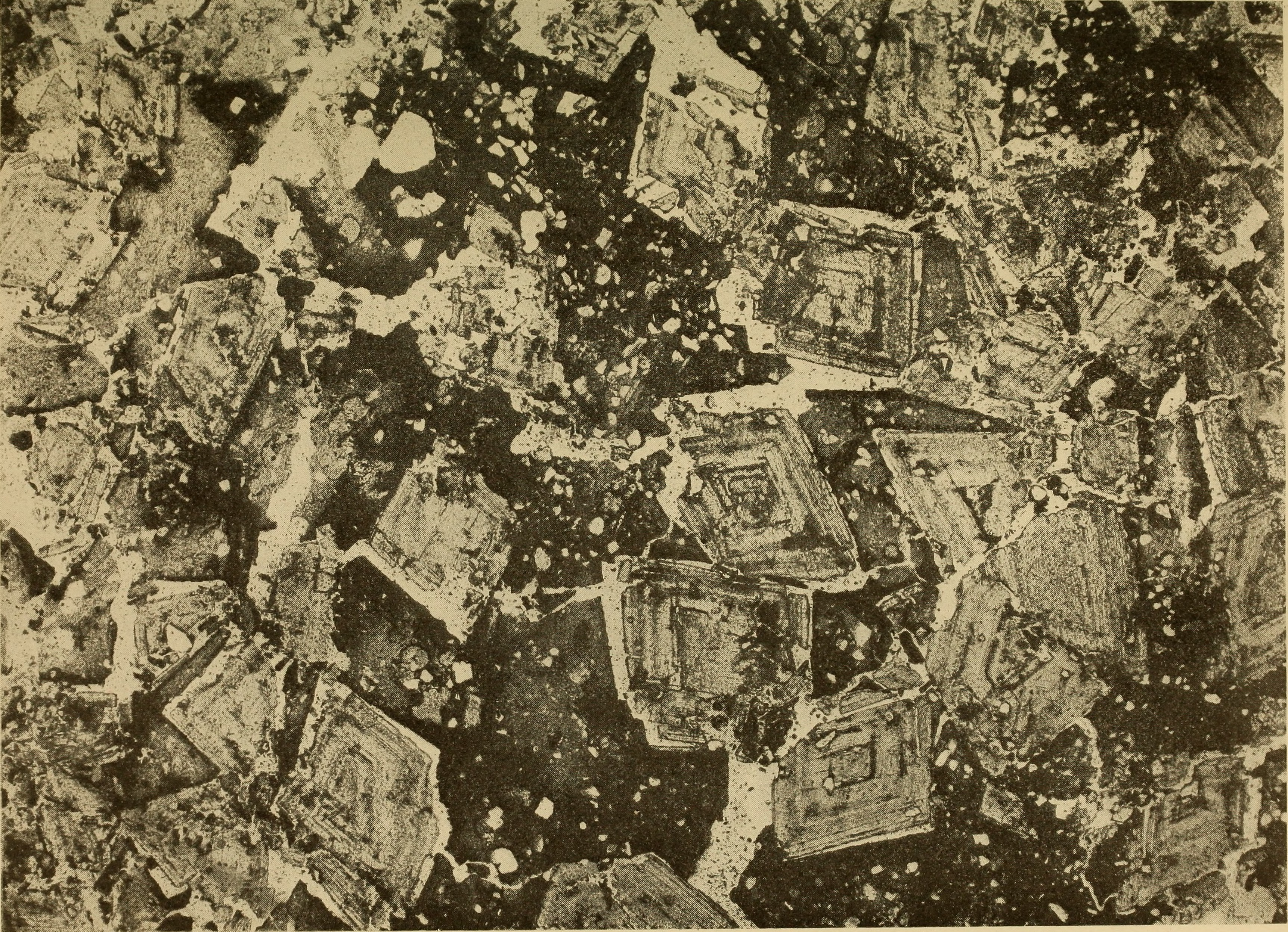
Dolomia con cristalli euedrali romboedrici di dolomite in una matrice carbonatica fine. Sezione sottile a nicol paralleli

Le tre tessiture possono anche essere presenti contemporaneamente nella stessa roccia.

## Tessiture metamorfiche
Le principali tessiture delle rocce metamorfiche sono (in ordine alfabetico):
- Cataclastica: tipica del metamorfismo dinamico. È una tessitura massiva, non foliata, formata da frammenti angolari di rocce e granuli di minerali di varie dimensioni, attraversati da fratture e generati dalla rottura, frantumazione e polverizzazione di rocce preesistenti in un regime di forte stress in prossimità di faglie.Tessitura cataclastica in una cataclasite, Engelberg (Svizzera). Sezione sottile a nicol incrociati

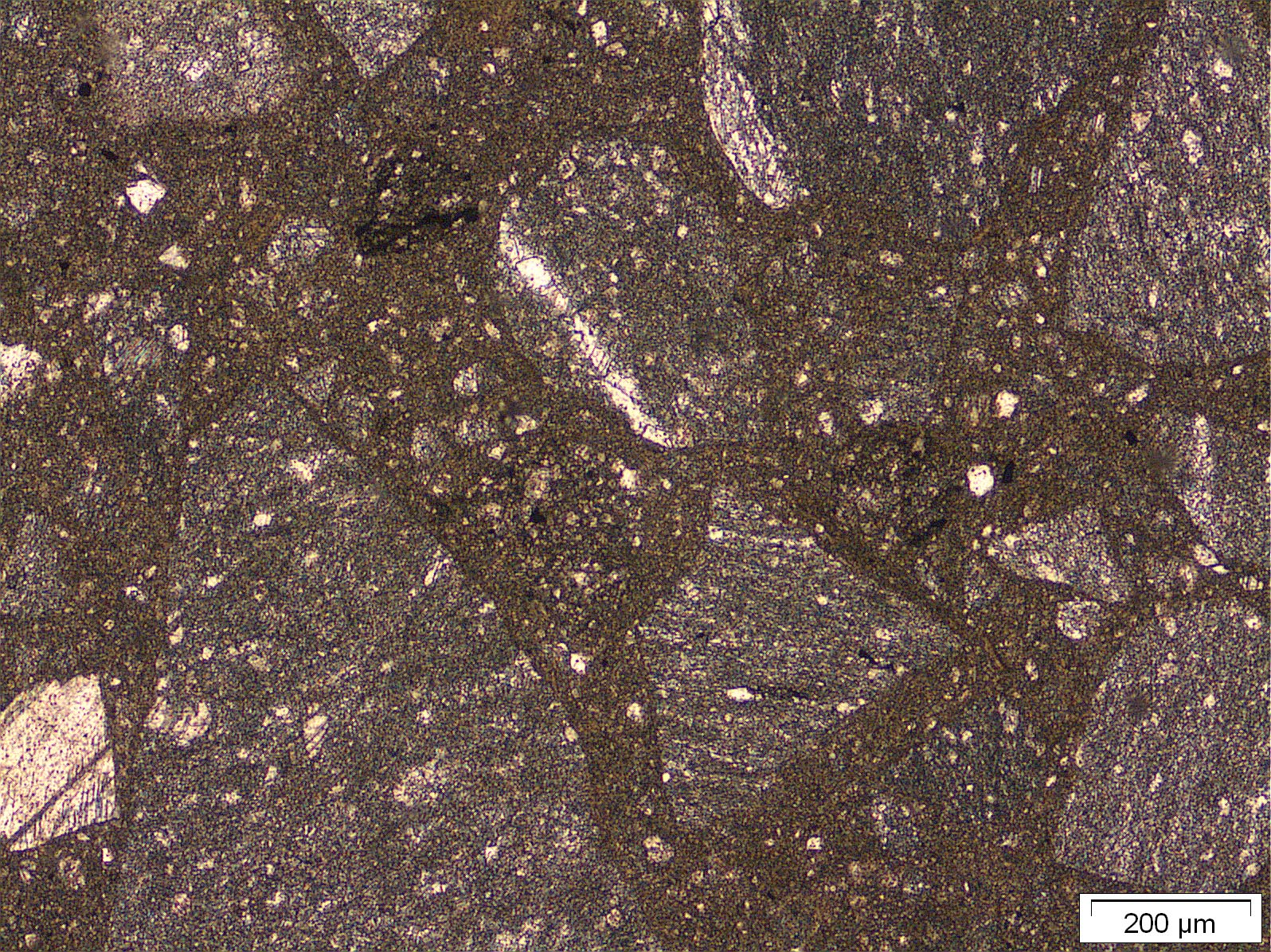
Tessitura cataclastica in una cataclasite, Engelberg (Svizzera). Sezione sottile a nicol incrociati

- Coronitica: si dice di un mantello di minuti cristalli che circonda un cristallo più grande, anedrale per corrosione, di un altro minerale. Deriva da un'incompleta reazione del minerale al centro con le fasi circostanti.
- Cristalloblastica: nome generico per tutte le tessiture delle rocce metamorfiche i cui minerali si sono originati totalmente o prevalentemente da ricristallizzazione allo stato solido (blastesi) dei preesistenti minerali del protolito.
- Decussata: si dice di un aggregato di minerali lamellari o prismatici concresciuti compenetrandosi l'uno nell'altro. Può essere isotropa o debolmente anisotropa.
- Epitassiale: è la tessitura di un minerale che cresce in cristalli orientati su un substrato di un altro minerale che ha struttura atomica simile e ne condiziona la crescita (ad es. cristalli orientati di un anfibolo che crescono sostituendo un più grande e preesistente cristallo di pirosseno). Sinonimo: mimetica.
- Flaser: vedi porfiroclastica più sotto.
- Granoblastica: tessitura formata da un mosaico di cristalli di taglia più o meno uniforme, equanti (sinonimi: granulari, equidimensionali) e anedrali (xenoblasti), cioè irregolari e non terminati da facce piane, per lo più privi di deformazioni interne. I limiti dei granuli possono essere rettilinei o leggermente curvi. Se presenti, i minerali inequanti sono orientati in modo casuale.
- Lepidoblastica: tipica delle parti di una roccia metamorfica ricche di fillosilicati o altri minerali lamellari (miche, cloriti, talco, grafite ec.), che si dispongono con forte orientazione planare, determinando la scistosità o il clivaggio della stessa. Tessitura lepidoblastica nella metà inferiore dovuta all'accumulo di cristalli lamellari di muscovite (scisto glaucofanico, Sezione sottile a nicol incrociati)

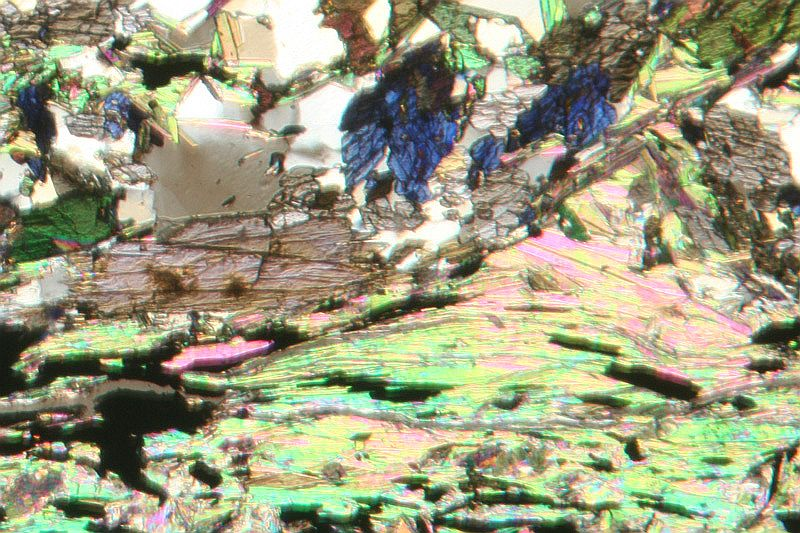
Tessitura lepidoblastica nella metà inferiore dovuta all'accumulo di cristalli lamellari di muscovite (scisto glaucofanico, Sezione sottile a nicol incrociati)

- Megacristica: nome generico di tessiture con grandi cristalli di qualunque origine (porfiroclasti, porfiroblasti o fenocristalli relitti del protolito igneo) immersi in una matrice più fine.
- Mimetica: vedi epitassiale più sopra.
- Nematoblastica: tipica delle parti di una roccia metamorfica ricche di minerali prismatici allungati e/o aciculari, fortemente orientati, che generano sulla stessa una lineazione.
- Occhiadina (nei testi in inglese sostituito dal termine tedesco augen, plurale di auge = occhio, es. augen gneiss): si dice di rocce metamorfiche che contengono cristalli a forma di occhio o ovoidale, solitamente di feldspati, avvolti da una matrice più fine di minerali con netta foliazione.Tessitura occhiadina in uno gneiss

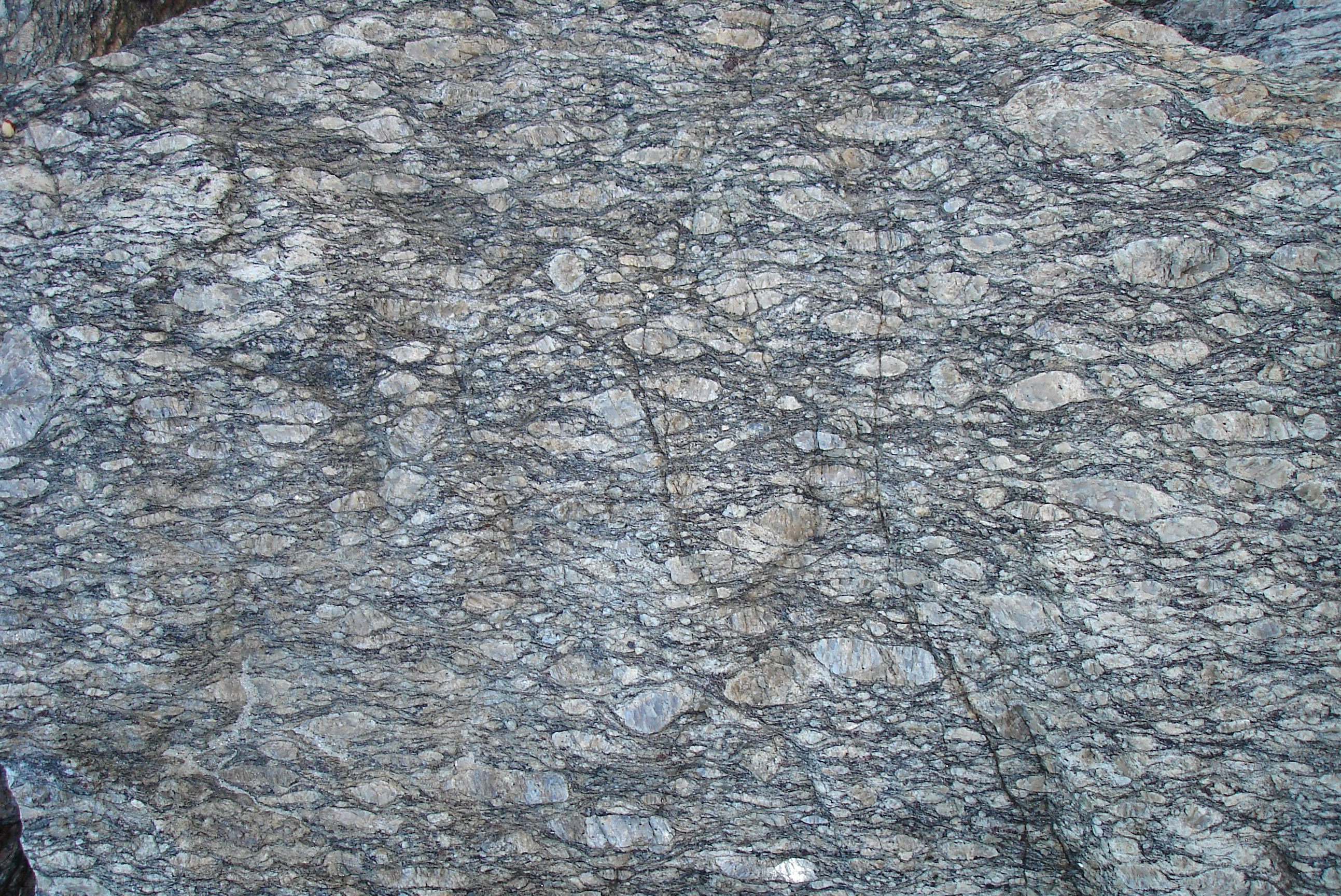
Tessitura occhiadina in uno gneiss

- Peciloblastica: tessitura dei porfiroblasti che contengono al loro interno numerosi minuti cristalli di altri minerali (detti peciloblasti), orientati a caso o seguendo una foliazione o Lineazione preesistenti sulle quali è cresciuto il porfiroblasto. Questi fanno spesso sembrare il porfiroblasto, visto al microscopio, come una spugna i cui buchi sono riempiti da altri minerali.
- Porfiroblastica: tessitura in cui grossi cristalli (porfiroblasti), da euedrali a subedrali, sono circondati da una matrice di cristalli più piccoli, tutti generati da blastesi, ossia ricristallizzazione allo stato solido di precedenti minerali.Porfiroblasti euedrali di granato in un micascisto finemente foliato

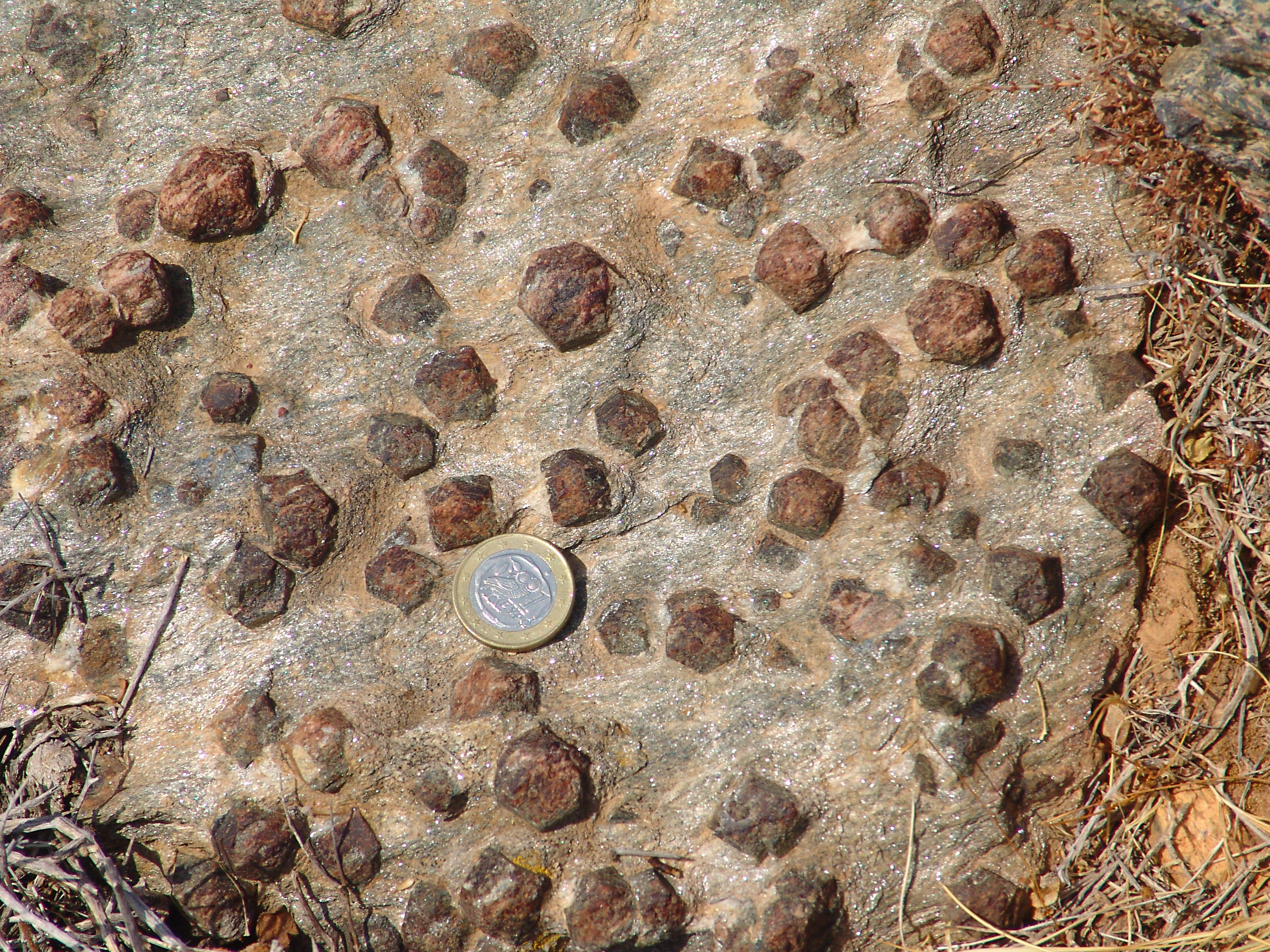
Porfiroblasti euedrali di granato in un micascisto finemente foliato

- Porfiroclastica: tessitura caratterizzata da grandi cristalli ovoidali, detti porfiroclasti, sopravvissuti allo stress di una forte pressione orientata (sinonimo: flaser) o relitti di un protolito igneo a tessitura porfirica e immersi in una più fine matrice foliata. .Tessitura flaser in una milonite. Sezione sottile a nicol paralleli

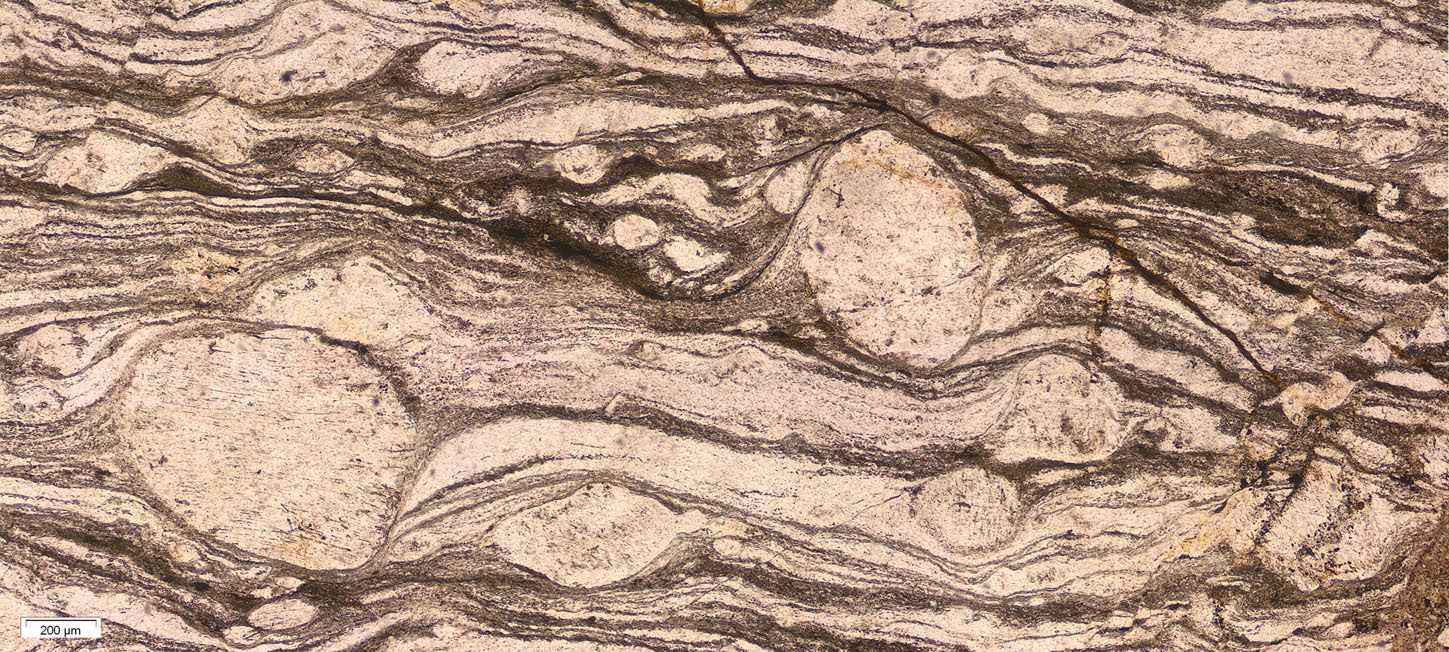
Tessitura flaser in una milonite. Sezione sottile a nicol paralleli

- Pseudomorfica: Lo pseudomorfismo è un processo legato soprattutto ad alterazioni idrotermali e metasomatiche. Questo processo porta alla sostituzione e/o modificazione, strutturale e chimica, di un dato minerale da parte di altri che ne conservano la forma originaria.
- Simplectitica: tessitura formata dalla crescita contemporanea in forme vermicolari, per reazione tra due fasi adiacenti instabili, di due minerali strettamente associati. Questi ultimi sono a grana molto fine e talvolta non distinguibili neppure al microscopio con i più alti ingrandimenti.